# 上马齐亚特拉大区
上馬齊亞特拉大区是馬達加斯加的23個大区之一，位於該國中部，北臨阿穆鲁尼-马尼亚大区，東毗瓦图瓦维大区和菲图维纳尼大区，南接阿齐穆-阿齐纳纳纳大区和伊胡龙贝大区，西鄰阿齐穆-安德雷法纳大区，首府是菲亞納蘭楚阿，下分5縣，面積21,080平方公里，2004年人口約1,128,900。
1. ↑  Ralison, Eliane; Goossens, Frans.  (PDF). Programme Alimentaire Mondial, Service de l’Evaluation des besoins d’urgence (ODAN).   [2008-03-01]. （原始内容存档 (PDF)于2012-02-07） （法语）.
2. ↑   (PDF). Institut National de la Statistique Madagascar.   [May 23, 2020]. （原始内容 (PDF)存档于November 18, 2020）.
3. ↑  . hdi.globaldatalab.org.   [2018-09-13]. （原始内容存档于2018-09-23） （英语）.